# Lista țărilor neprietenoase
     Rusia
     Țară listată pe lista țărilor neprietenoase din Rusia

Rusia
Țară listată pe lista țărilor neprietenoase din Rusia

Lista țărilor neprietenoase (în rusă Список недружественных стран) este o listă de țări publicată de guvernul rus, despre care se afirmă că „desfășoară acțiuni neprietenoase împotriva Rusiei, companiilor rusești și cetățenilor ruși”. Țările incluse pe listă sunt supuse unor restricții legate de relațiile lor cu Rusia, inclusiv restricții comerciale, valutare și limite privind personalul misiunilor diplomatice ale acestor țări în Rusia.
Lista a fost publicată pentru prima dată în mai 2021 și includea inițial Statele Unite și Cehia. După declanșarea invaziei ruse în Ucraina, la 24 februarie 2022 și impunerea sancțiunilor internaționale împotriva Rusiei, lista a fost extinsă la 49 de state. Toți membrii G7 și toate cele 27 de state membre ale Uniunii Europene se află pe listă. Turcia este în prezent singurul stat membru NATO care nu se află pe listă.

## Context

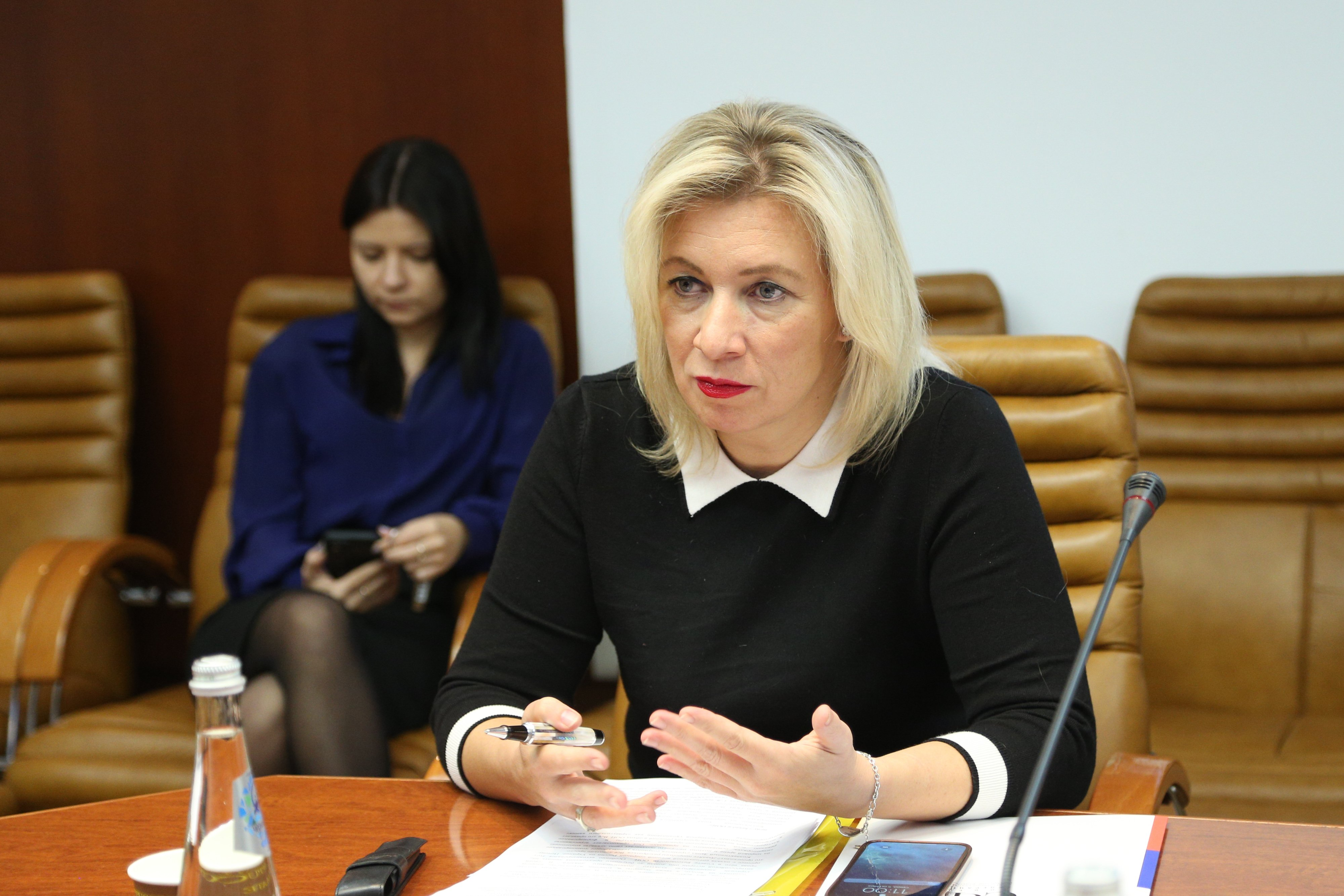
Maria Vladimirovna Zaharova (născută în 1975) este un diplomat rus.

În iunie 2018, președintele rus Vladimir Putin a semnat o lege care acorda guvernului puterea de a introduce contramăsuri împotriva țărilor considerate că au desfășurat acțiuni „neprietenoase” împotriva Rusiei. Contramăsurile enumerate includeau restricții la import și export, suspendarea sau încetarea cooperării internaționale, ori privatizarea unor active ale statului. Un anunț privind adoptarea legii, publicat de presa de stat rusă, menționa în mod expres Statele Unite ca fiind ținta acesteia.
În aprilie 2021, purtătoarea de cuvânt a Ministerului de Externe al Rusiei, Maria Zaharova, a anunțat că Rusia va publica o „listă a țărilor neprietenoase” ce va include și Statele Unite. Primele variante ale listei, ajunse în spațiul public, includeau până la zece țări, însă lista finală emisă de autoritățile ruse conținea doar Statele Unite și Cehia. Odată cu publicarea listei, guvernul rus a impus restricții ambasadei cehe din Rusia, limitând numărul cetățenilor ruși care pot fi angajați la 19, iar ambasadei SUA i-a interzis complet angajarea de personal local.
Relațiile Rusiei cu ambele țări erau într-un punct minim în acea perioadă. Statele Unite și Rusia tocmai își expulzaseră reciproc diplomații, iar SUA impuseseră sancțiuni împotriva Rusiei, ca răspuns la presupuse atacuri cibernetice rusești în alegerile americane. În mod similar, Republica Cehă a acuzat ofițeri ai serviciilor de informații ruse că s-au aflat în spatele a două explozii în depozite de muniții de pe teritoriul ceh, în 2014.

## Lista țărilor și regiunilor
- Uniunea Europeană
- Statele Unite ale Americii
- Regatul Unit al Marii Britanii și al Irlandei de Nord
- Albania
- Andorra
- Australia
- Bahamas
- Croația
- Cehia
- Danemarca
- Grecia
- Ungaria
- Islanda
- Japonia
- Liechtenstein
- Micronezia
- Monaco
- Muntenegru
- Noua Zeelandă
- Macedonia de Nord
- Norvegia
- San Marino
- Singapore
- Slovacia
- Slovenia
- Coreea de Sud
- Elveția
- Taiwan
- Ucraina

## Extinderea listei
În februarie 2022, după declanșarea invaziei ruse la scară largă în Ucraina, numeroase state din întreaga lume au impus sancțiuni economice împotriva Federației Ruse, în încercarea de a slăbi economia acesteia ca reacție la agresiune. În aceeași perioadă, Micronezia a anunțat ruperea relațiilor diplomatice cu Rusia. Ca răspuns, autoritățile ruse au extins lista țărilor considerate „neprietenoase”, incluzând inițial 48 de state care impuseseră sancțiuni sau întrerupseseră relațiile diplomatice cu Moscova.
La 22 iulie 2022, Rusia a adăugat pe listă, în mod individual, Croația, Danemarca, Grecia, Slovacia și Slovenia, separate de Uniunea Europeană ca entitate. Premierul rus Mihail Mișustin a declarat că lista include state care „au adoptat acțiuni neprietenoase împotriva Rusiei, în special împotriva reprezentanțelor diplomatice și consulare ale Rusiei în străinătate”. Astfel, Ambasada Danemarcei în Rusia a fost limitată la 20 de angajați, cea a Greciei la 34, iar cea a Slovaciei la 16. În plus, ambasadele Croației și Sloveniei „nu vor putea angaja personal local în misiunile diplomatice și oficiile consulare”.
La 24 iulie 2022, Rusia a adăugat Bahamas și două dependențe ale Coroanei Britanice, Guernsey și Insula Man, pe listă.
La 30 octombrie 2022, Rusia a adăugat 11 teritorii britanice de peste mări pe listă, astfel toate cele 14 teritorii britanice au fost include pe listă.
Ungaria a fost adăugată pe listă în martie 2023, iar Norvegia în august 2023.

## Restricții împotriva țărilor și regiunilor din listă
Baza legală pentru impunerea de sancțiuni împotriva țărilor considerate „neprietenoase” față de Rusia a fost adoptată inițial în iunie 2018, sub forma unui set de contramăsuri disponibile, inclusiv restricții la import și export, suspendarea sau încetarea cooperării internaționale ori privatizarea unor active de stat, însă fără a menționa ținte specifice. Când Statele Unite și Republica Cehă au fost adăugate pe listă în aprilie 2021, Rusia a impus restricții privind numărul de angajați locali care puteau fi angajați de misiunile diplomatice ale celor două țări în Rusia.
În martie 2022, ca represalii pentru sancțiunile impuse Rusiei în urma invaziei sale în Ucraina, Rusia a adăugat încă 48 de țări care impuseseră sancțiuni la adresa sa pe lista țărilor neprietenoase. Creditorii din țările incluse pe listă care doreau să primească plăți aferente datoriei trebuiau să își deschidă un cont bancar special la o bancă rusă pentru a primi plățile în ruble rusești, în loc de o altă monedă internațională. În plus, toate noile tranzacții comerciale între companii rusești și entități din țările aflate pe lista țărilor neprietenoase trebuiau să fie aprobate de o comisie guvernamentală.
Câteva săptămâni mai târziu, Putin a anunțat că Rusia va accepta doar plata în ruble pentru exporturile de gaze naturale către țările aflate pe lista țărilor neprietenoase. Ca urmare a înghețării rezervelor valutare ale Băncii Centrale a Rusiei în euro și dolari de către aceste țări, precum și a interdicției de utilizare a sistemului SWIFT pentru transferuri în dolari și euro către sau dintr-o mare parte a sectorului bancar rus, Rusia nu a mai considerat viabilă plata în dolari și euro prin conturi externe. Băncile rusești Gazprombank și Rosneftbank au fost exceptate de la sancțiunile SWIFT pentru a permite procesarea plăților pentru gazul și petrolul rusesc către Gazprom și Rosneft. Cu toate acestea, Rusia se confrunta în continuare cu riscul ca plățile în dolari sau euro pentru energie, păstrate în aceste bănci, să fie și ele înghețate în cazul unei extinderi viitoare a sancțiunilor SWIFT. Prin impunerea plății în ruble, acest risc este evitat. Putin a afirmat că, în aceste condiții, „nu mai are sens” să se primească plăți în alte valute. În plus, sancțiunile internaționale împotriva Rusiei au cauzat o prăbușire a valorii rublei. Uniunea Europeană, care a fost inclusă pe listă, se baza pe Rusia pentru 40% din importurile sale de gaze naturale, iar impunerea plăților în ruble putea contribui la creșterea cererii și a valorii monedei rusești.
Președintele rus Vladimir Putin a semnat un decret prin care se introduc restricții de viză pentru cetățenii din „țările neprietenoase”, o decizie luată ca represalii față de măsurile ostile adoptate de Uniunea Europeană, a transmis Kremlinul pe 4 aprilie 2022. Conform decretului, Rusia va suspenda parțial acordurile de viză simplificate cu statele membre ale UE, precum și cu Norvegia, Islanda, Elveția și Liechtenstein. Kremlinul a mai precizat că decretul cere și Ministerului rus de Externe să impună restricții individuale de intrare pentru cetățenii străini și apatrizii care comit acte ostile împotriva Rusiei, a cetățenilor săi sau a entităților sale juridice.
La 31 mai 2022, Rusia a interzis exportul de gaze inerte, inclusiv neon și heliu, către „țările neprietenoase”. Această măsură a fost luată ca răspuns la interdicția impusă de aceste țări asupra exporturilor de echipamente electronice către Rusia.
Pe 5 septembrie 2022, Rusia a denunțat acordul cu Japonia privind vizitele facilitate pe Insulele Kurile ale cetățenilor japonezi, foști rezidenți ai acestor insule.
În iunie 2023, Rusia a interzis jurnaliștilor din țările neprietenoase participarea la cea de-a 26-a ediție a Forumului Economic Internațional de la Sankt Petersburg. Mulți jurnaliști străini plecaseră deja din Rusia din motive de siguranță.
La 17 septembrie 2024, Rusia a publicat o listă a țărilor care, potrivit autorităților ruse, impun cetățenilor lor „valori neoliberale distructive”, ceea ce le-ar facilita acestora procesul de obținere a vizelor de ședere în Rusia. Lista acestor țări este identică cu cea a țărilor neprietenoase, cu excepția faptului că nu include Ungaria și Slovacia.

## Sancțiuni financiare impuse persoanelor și companiilor din țările de pe lista țărilor neprietenoase
În martie 2022, Rusia a adoptat o lege care permite companiilor locale să nu ofere nicio compensație deținătorilor de brevete din țările neprietenoase. Decretul prezidențial nr. 299 a modificat legislația privind proprietatea intelectuală în Rusia. Țările aflate pe lista țărilor neprietenoase nu vor beneficia de reciprocitate pentru bunurile protejate de drepturi de autor.
În martie 2023, Rusia a anunțat că persoanele din țările neprietenoase vor fi supuse unei „taxe de ieșire voluntare” de până la 10%, care va fi plătită către bugetul federal al Rusiei, la vânzarea acțiunilor deținute în companii rusești. Această măsură a fost extinsă în iulie 2023, când s-a stabilit că firmele care părăsesc Rusia trebuie să își vândă activele către cumpărători ruși cu un discount de 50%. Decretul interzice, de asemenea, includerea opțiunilor de răscumpărare.
În august 2023, Rusia a emis un decret care interzice investitorilor străini din țările neprietenoase să dețină participații în marile companii rusești. Deși companiile vizate nu au fost nominalizate, acestea includ bănci și firme importante care depășesc anumite praguri de venituri, active, număr de angajați sau taxe plătite. Aceasta înseamnă că acțiunile deținute de investitori străini pot fi transferate către investitori ruși.
Tot în august 2023, Rusia a emis un decret (nr. 585) prin care suspendă parțial anumite prevederi ale tratatelor de evitare a dublei impuneri (DTT) cu țările neprietenoase, ceea ce conduce la aplicarea taxelor de reținere standard: 15% pentru dividende și 20% pentru plăți de dobândă, redevențe și distribuții de profit care nu sunt dividende. De asemenea, va avea loc o formă de dublă impozitare. Acest decret unilateral a fost emis cu încălcarea prevederilor tratatelor DTT și ale Convenției de la Viena privind dreptul tratatelor. O companie nerezidentă care deține un sediu permanent în Rusia riscă să fie impozitată atât în Rusia, cât și în țara sa de origine, ca urmare a suspendării DTT-urilor.